# Meesia hexasticha
Meesia hexasticha là một loài Rêu trong họ Meesiaceae. Loài này được (Funck) Bruch mô tả khoa học đầu tiên năm 1826.